# Enkelad
Enkelad (starogrško Ἐγκέλαδος: Enkélados) je Saturnov naravni satelit. Odkril jo je nemško-angleški astronom William Herschel. Premer ima približno 500 km. Ta naravni satelit je nekaj posebnega, saj je sonda Cassini-Huygens na njem odkrila zelo dejavne gejzire. Torej je Enkelad 4. nebesno telo v Osončju, ki je ognjeniško dejavno (Doslej so poznali samo Jupitrov naravni satelit Io, Neptunov naravni satelit Triton in seveda Zemljo). Enkelad je med najbolj obetavnimi kraji za iskanje nezemeljskega življenja. Gejziri vodne pare in natrijevega klorida na Enkeladovi površini in odstopanja pri kroženju sonde Cassini okrog Enkelada namreč kažejo, da pod ledeno skorjo leži približno deset kilometrov globok ocean s hranili, organskimi snovmi in virom energije.